# Séisme de 2015 de l'archipel Ogasawara
Le séisme de l'archipel Ogasawara de 2015 (小笠原諸島西方沖地震, Ogasawara-shoto seihō oki jishin) s'est produit le 30 mai 2015 au Japon, au large de l'archipel Ogasawara.

## Le tremblement de terre
Le séisme s'est produit le 30 mai 2015 à 20 h 23 JST à 189 km à l'est-nord-est de l'île de Chichijima, dans le Pacifique. L'hypocentre du séisme est situé à une profondeur de 677,6 km au large de l'archipel Ogasawara et sa magnitude est de 7,8. Il n'y a pas eu de victimes et n'a pas donné lieu à un tsunami. Le séisme a été légèrement ressenti jusqu'à Tokyo (située à 874 kilomètres au nord de l'épicentre) et dans la région du Fujiyama.

## Record de profondeur pour l'hypocentre
L'hypocentre du séisme, situé à 677,6 km de profondeur, fait de ce séisme le plus profond jamais observé.